# Roar Nilsen
Roar Nilsen (28 de agosto de 1952) es un deportista noruego que compitió en biatlón. Ganó una medalla de plata en el Campeonato Mundial de Biatlón de 1978, en la prueba por relevos.

## Palmarés internacional
| Campeonato Mundial | Campeonato Mundial   | Campeonato Mundial | Campeonato Mundial |
| Año                | Lugar                | Medalla            | Prueba             |
| ------------------ | -------------------- | ------------------ | ------------------ |
| 1978               | Hochfilzen (Austria) | Medalla de plata   | Relevos            |